# Chiesa di San Biagio (Forlì)
La chiesa di San Biagio è situata nel centro storico di Forlì. L'edificio attuale è il risultato della ricostruzione avvenuta nel 1953, in forme simili, di una precedente chiesa, distrutta dai bombardamenti del 1944. Al suo interno ospita alcune opere d'arte di valore, tra cui una Immacolata Concezione di Guido Reni.

## Storia
La prima chiesa di San Biagio a Forlì è una delle chiese scomparse della città. L'edificio, ancora esistente, si trova nel quartiere Schiavonia, al civico 2 dell'attuale via Dandolo. La chiesa, che risaliva al XII secolo, viene sconsacrata nel 1810 e così la sede parrocchiale passa alla vicina chiesa di San Girolamo che prende il nome di San Biagio in San Girolamo. 

### San Biagio in San Girolamo

La precedente chiesa di San Biagio, distrutta dai bombardamenti nel 1944, come appariva a inizio Novecento

L'antica chiesa era stata voluta da padre Giacomo Primadizzi di Bologna, venuto a Forlì per erigere una chiesa per i Minori Osservanti. I Battuti Rossi avevano fornito il terreno e così il 27 luglio 1427 vengono cominciati i lavori che terminano sei anni dopo. In questa chiesa predicò anche San Bernardino da Siena il 29 maggio 1431. Grazie alla gestione francescana, la chiesa che viene chiamata San Girolamo dell'Osservanza, ottiene i favori dei Signori della città, gli Ordelaffi, in particolar modo Pino III che finanzia la realizzazione di un monumento funebre per la moglie Barbara Manfredi (1466) dentro la cappella di San Bernardino. Anche con il cambio di signoria la chiesa resta amata dai signori, in particolare Caterina Sforza fa unire due cappelle, la già citata di San Bernardino a quella vicino, creando la Cappella Feo, decorata da Melozzo e Palmezzano. Una ristrutturazione notevole della chiesa avviene nel 1650 periodo in cui vengono coperti alcuni affreschi nel corpo della chiesa e rimaneggiato l'interno.
Giovanni Casali, nella sua guida di Forlì del 1838, descrive la chiesa, all'epoca ancora esistente.

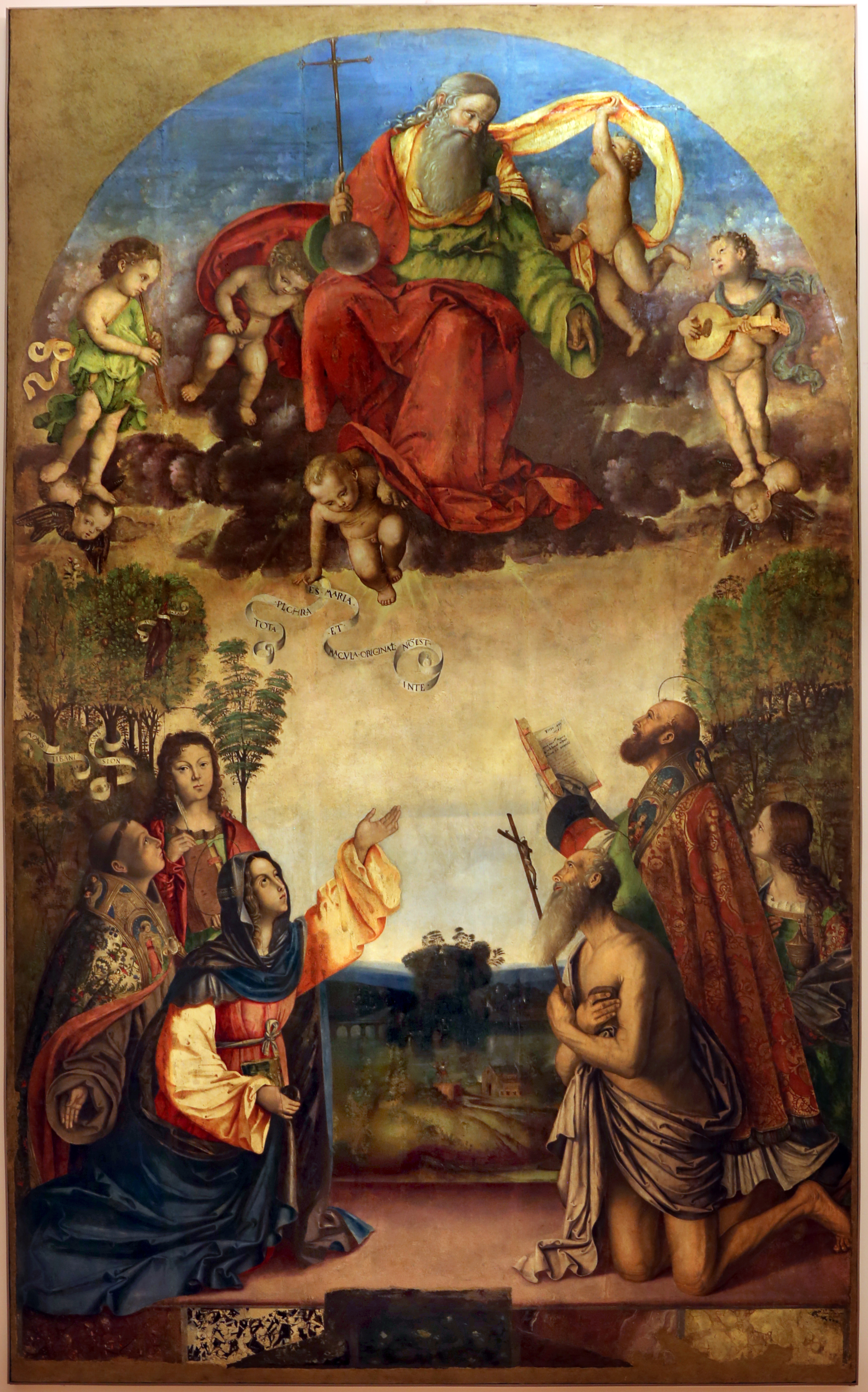
Francesco Zaganelli da Cotignola, Dio Padre in Gloria con i Santi Maddalena, Girolamo, Giovanni e Bonaventura, 1513, Forlì, Pinacoteca Civica

Essa aveva forma rettangolare, terminante con un'abside e presentava cappelle laterali quasi tutte quattrocentesche quelle a destra, a eccezione di quella dell'Immacolata, secentesca, mentre cinquecentesche erano quelle di sinistra. La prima cappella a destra era la cosiddetta Cappella Feo, dedicata a San Giacomo, seguiva poi quella contenente il Monumento a Barbara Manfredi. Nella cappella dell'Immacolata Concezione (1621-25) si trovava un'opera di Guido Reni e due monumenti di Giovanni Aiudi, dedicati a Giovanni Battista Morgagni e Luigi Paolucci. Inoltre questo ambiente era stato restaurato e decorato da Pompeo Randi nell'Ottocento. In una cappella successiva era presente la tavola con la Madonna in Trono col Bambino e Santi di Marco Palmezzano e un'altra opera del medesimo artista con Cristo e gli Apostoli e i santi Antonio, Domenico, Lucia, Agata, Bernardo, Monica, Mercuriale, Nicola. Nel catino absidale erano presenti affreschi della scuola di Melozzo. Infine nell'ultima cappella, in origine Marcobelli-Angelieri, poi passata agli Orselli, era presenta una tavola con Dio Padre in Gloria di Francesco Zaganelli detto il Cotignola, del 1513 e dipinti alle pareti di Pier Paolo Menzocchi con storie della vita di Maria e personaggi francescani. In questa cappella era anche collocato il sepolcro di Cesare Hercolani. Nella chiesa si trovavano anche un San Francesco di Girolamo Muziano e, nel lato a destra dell'altare, La Vergine in Gloria con i Santi Caterina, Francesco, Paolo e Onofrio di Gianfrancesco Modigliani. Nelle cappelle dal lato opposto si trovavano un Cristo in Croce con i Santi Nicola, Girolamo, Stefano e Francesco di Francesco Menzocchi (nella seconda cappella, di ignota collocazione attuale) e un'opera di Francesco Antonio Bondi raffigurante i Santi Francesco, Giovanni da Capistrano e Pasquale Baylon. Vicino al presbiterio era presente una lapide in marmo rosso che indicava la sepoltura del signore di Forlì Pino III Ordelaffi, morto il 10 febbraio 1480. Le lunette del loggiato erano di Gianfrancesco Modigliani e raffiguravano i Miracoli di San Girolamo.

#### La Cappella Feo
La Cappella Feo nasce dall'unione della prima cappella della chiesa, in origine dedicata a San Bernardino, con la seconda. Nella prima era presente il monumento funebre a Barbara Manfredi, moglie di Pino III Ordelaffi, ma con il riadattamento la cappella viene dedicata alla famiglia Feo. Originari di Savona, i Feo si erano trasferiti in Romagna a metà Quattrocento, per ricoprire incarichi pubblici e qui era nato Jacopo (noto anche come Giacomo) nel 1471. Jacopo è amante e marito segreto (sposato nel 1493) di Caterina Sforza che, vedova di Girolamo Riario, non vuole ufficializzare l'unione per non perdere la reggenza della signoria, da lei esercitata in nome del figlio Ottaviano Riario. Da Jacopo, Caterina ha un figlio, Bernardino, nato nel 1489. Nonostante la predilezione della signora di Forlì, Jacopo Feo, che ufficialmente ricopre la carica di castellano della rocca, non riscontra favore unanime, anche per un suo carattere volitivo e intransigente, tanto che subisce due agguati, uno nel 1490 e uno nel 1493 a opera dei sostenitori di Ottaviano Riario ai quali però riesce a scampare. La cappella viene decorata grazie alla collaborazione del più consolidato maestro Melozzo da Forlì e del suo allievo più dotato, Marco Palmezzano. Questi affreschi sono andati interamente perduti nel 1944 a causa di un bombardamento aereo, ma restano delle fotografie scattate dai Fratelli Alinari e dallo Studio Zoli di Forlì nel 1938, in occasione della grande mostra organizzata in onore di Melozzo per l'anniversario della nascita del pittore. Esistono anche dei disegni realizzati nel 1880-83 da Luigi Muzio e conservati presso la Biblioteca Marciana di Venezia. Da questi acquerelli, corredati da preziose indicazioni scritte, è possibile ricostruire in parte anche il colore e vedere meglio una delle due lunette, già fortemente compromessa nel 1938 al momento delle foto, ma evidentemente in stato di conservazione migliore nell'Ottocento. Esistono inoltre dei disegni (solo grafici) molto utili per la ricostruzione custoditi nella Biblioteca di Forlì e realizzati da Girolamo Reggiani e Pietro Zampighi nel 1831. Questi disegni illustrano: la cupola nella sua interezza; la parete di fondo completa; teste maschili; figure armate; motivi decorativi; i putti e lo stemma.

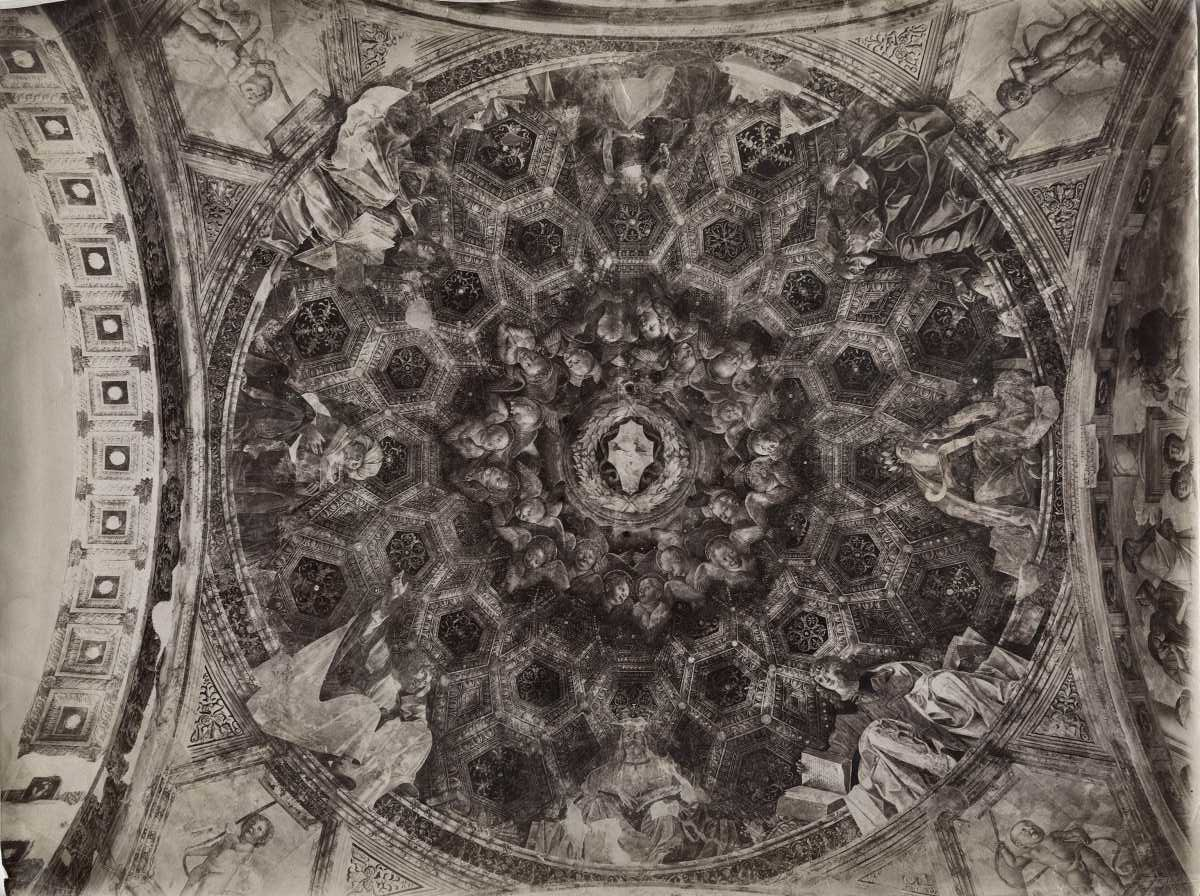
Melozzo e Marco Palmezzano, soffitto della Cappella Feo

Il ciclo decorativo prevedeva una cupola affrescata, una parete affrescata con una lunetta e sotto una scena prospettica e un'altra lunetta contigua.

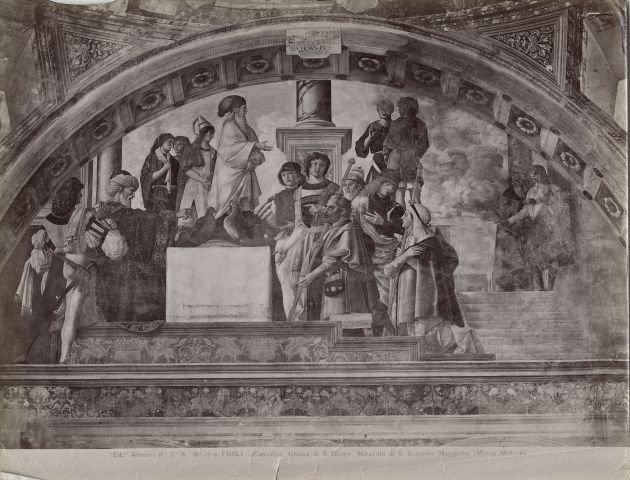
San Giacomo Maggiore e il miracolo degli uccelli selvatici nella perduta Cappella Feo, distrutta nel 1944

La cupola era organizzata a partire dall'immagine centrale dello stemma della famiglia Feo (d'oro, a tre uccelli passanti di nero) con intorno delle teste di angeli alati che proseguivano con dei cassettoni esagonali decorati e terminavano con figure di profeti e apostoli che davano l'illusione di essere seduti sul bordo della cupola. Nei pennacchi erano presenti dei puttini. La realizzazione ricorda l'opera analoga di Melozzo e Palmezzano dipinta per la cupola della Sagrestia di San Marco nella Santa Casa di Loreto fra il 1483 e il 1493 ed è ispirata dall'illusione creata da Mantegna ne La camera degli Sposi di Mantova.

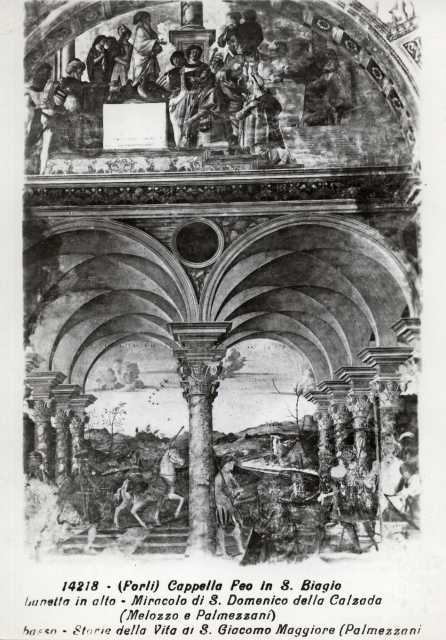
Storie di San Giacomo nella distrutta Cappella Feo

Sulla parete e nelle lunette invece si trovavano scene riguardanti San Giacomo Maggiore: la cappella dedicata ai Feo viene costruita in onore di Jacopo/Giacomo e dunque viene dedicata al suo santo omonimo. Nella parete intera la lunetta viene affrescata con la scena di un episodio riguardante un miracolo di San Giacomo Maggiore. Questo episodio è raccontato nel Liber Sancti Jacobi (noto anche come Codex calixtinus) del XII secolo e viene ripreso in forme molto simili dalla Legenda Aurea di Jacopo da Varagine. La storia è nota come Miracolo degli uccelli selvatici o come Leggenda dell'impiccato quando ci si riferisce ai fatti raccontati o anche come Miracolo di San Domenico della Calzada (dal nome del luogo in cui avvenne). Si racconta la vicenda di tre pellegrini tedeschi (inglesi in altre versioni), due genitori e un giovane di nome Hugonell che nel 1090 stanno intraprendendo il cammino di Santiago de Compostela. Ingannati da un oste sulla via, il quale nasconde una coppa d'argento nei loro bagagli, vengono arrestati e il figlio per non lasciar morire il padre accetta di subire la condanna. Il genitore che a sua volta avrebbe voluto pagare al posto del figlio deve invece rassegnarsi a completare il pellegrinaggio con la moglie. Tuttavia essi pregano san Giacomo il quale rivela loro che il figlio è ancora vivo. Ritornati in fretta sul luogo dell'impiccagione, nel paese chiamato San Domenico della Calzada, trovano il ragazzo vivo anche se appeso alla corda e vanno a riferire il fatto al giudice locale. Costui, che si trova a banchetto, risponde che non è possibile che il giovane sia più vivo della cacciagione che ha nel piatto la quale, secondo la leggenda, in effetti riprende vita. Nella città di San Domenico, la tradizione è che dei polli vivi stiano in cattedrale a ricordo del miracolo. Esistono anche versioni che prevedono la presenza di una giovane figlia dell'oste che avrebbe accusato il ragazzo perché da lui rifiutata e che arricchiscono di altri dettagli la storia, ma è probabile che Palmezzano (o Melozzo se si vuole pensare a un suo progetto di partenza) abbia preso a modello la Legenda Aurea. Viene rappresentato il finale dell'episodio, quando i due genitori, inginocchiati sulla destra e riconoscibili dagli abiti e dal bastone di pellegrino arrivano al cospetto del governatore, che, arrabbiato, compare in turbante e ricchi abiti sulla sinistra, mentre indica con violenza il tavolo di fronte a sé. Su di esso si vedono gli uccelli che riprendono vita grazie all'intervento di una mano che compare da una nebbiolina sul lato sinistro del tavolo e rappresenta l'intervento del santo in favore dei pellegrini. Intorno ai protagonisti sono presenti personaggi che si stupiscono del miracolo di cui alcuni creano gesti con le mani indicando gli uccelli in modo da attirare l'attenzione sul cardine dell'evento. Fra questi uno dei due armati scambia uno sguardo intenso con la figura femminile inginocchiata che guarda palesemente verso di lui invece che verso il miracolo. Sapendo che nell'affresco furono inseriti i ritratti di Caterina Sforza e Jacopo Feo e considerando che la madre è l'unica donna presente in primo piano, è probabile che i due volti dei personaggi ricalchino quelli della signora di Forlì e del suo giovane amato. Il ragazzo con i capelli lunghi che si rivolge alla figura femminile potrebbe invece avere i tratti di Ottaviano Riario, figlio di Caterina: anche di lui, infatti, la tradizione sostiene fosse presente il ritratto fra i personaggi. L'impostazione crea piani complessi che si articolano intorno alla colonna centrale e alla tavola che poggia su una struttura con grottesche dipinte. La scelta del miracolo potrebbe alludere alla morte scampata dal castellano di Forlì nei due attentati nel 1490 e del 1493: come il protagonista Hugonell ritenuto morto, era stato salvato dal santo, anche Jacopo aveva trovato scampo dai suoi nemici. Il secondo marito di Caterina troverà però la morte poco dopo la fine dei lavori nella cappella, nel 1495, per mano di congiurati fedeli a Ottaviano Riario e avrà onori funebri nella chiesa di San Girolamo il 29 agosto.
La struttura prospettica al di sotto della lunetta, realizzata con maestria rinascimentale evidente nel pavimento e nella sovrapposizione degli archi, contiene una scena di difficile interpretazione. Si identifica un personaggio che viene portato via a forza da una figura a cavallo sulla sinistra e sulla destra una figura inginocchiata con dietro degli armati che paiono brandire una spada nella sua direzione. Potrebbe rappresentare il martirio dello stesso San Giacomo che venne decapitato. Sullo sfondo compare una scena con un impiccato e varie figure intorno che potrebbe rappresentare un collegamento con la storia della lunetta sovrastante.
L'altra lunetta si presenta molto lacunosa anche nelle fotografie, mentre presenta qualche dettaglio in più nei disegni ottocenteschi. Data la difficile lettura viene in genere interpretata come la raffigurazione della Predica di san Giacomo Maggiore, o della Disputa di san Giacomo Maggiore e Fileto. 

## La chiesa attuale
La chiesa è a navata unica, con il soffitto a travature scoperte e un porticato davanti. Riproduce la struttura della chiesa distrutta, con un ordine razionale maggiore, dovuto all'intervento di Cesare Valle, che esamina il progetto come Componente della Commissione ministeriale per la ricostruzione. Dove infatti la chiesa originaria presentava una struttura asimmetrica e un porticato sbilanciato, quella attuale ha due perfetti salienti e un portico più regolare. L'alternanza di colore mattone con bianco riprende la tradizione, mentre il campanile non venne mai ricostruito per mancanza di fondi. Tuttavia le campane recuperate sono poi state montate nel 1970 sul campanile del Duomo.

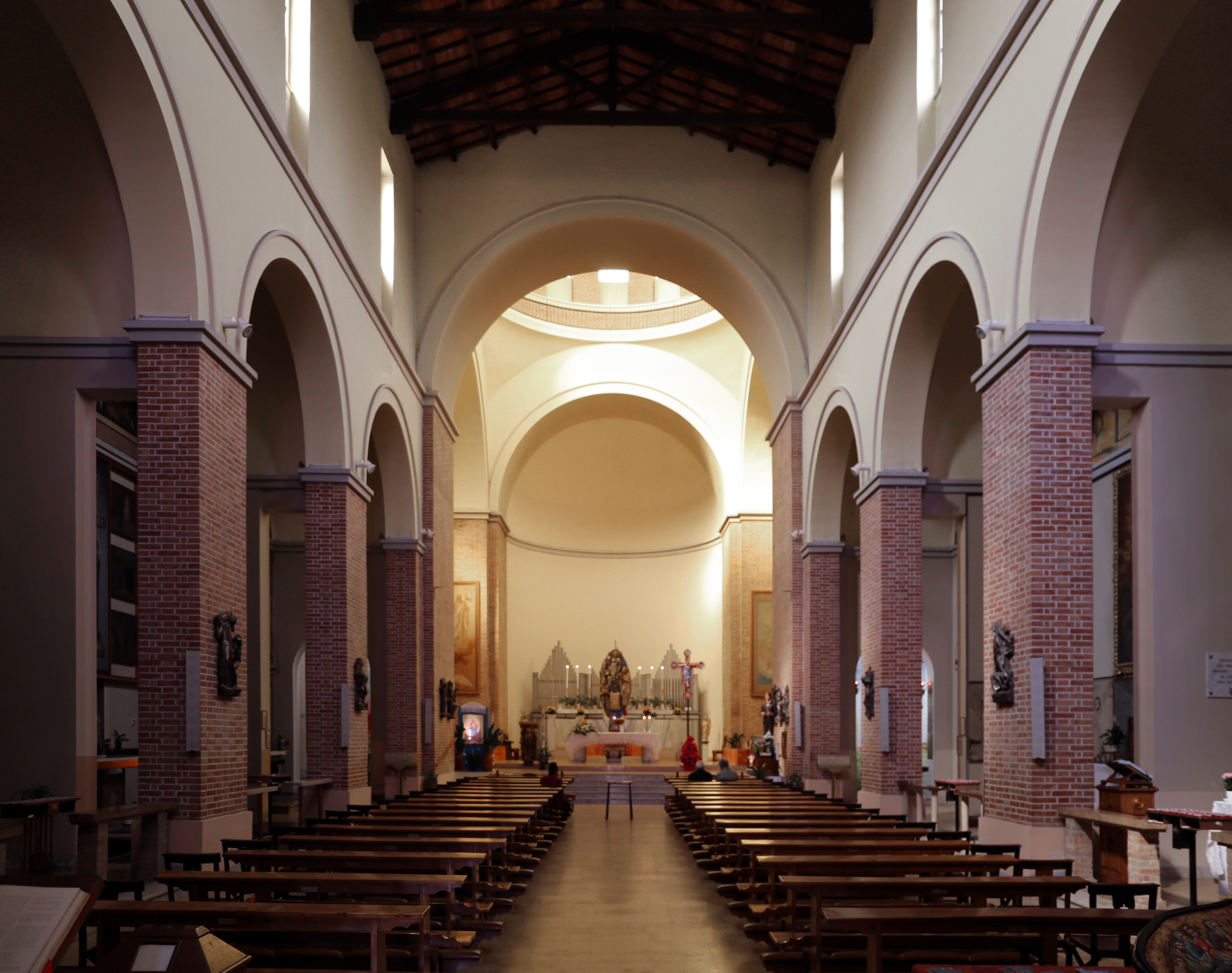
Interno

All'interno si trovano delle opere d'arte scampate alla distruzione, come un trittico tardo quattrocentesco, rappresentante la Madonna in Trono col Bambino e i Santi, posto sul primo altare di sinistra e realizzato da Marco Palmezzano. Sul primo altare di destra invece è sistemata una tela di Guido Reni, si tratta di un'Immacolata Concezione probabilmente realizzata nel 1627. Sui gradini del presbiterio inoltre è collocata la quattrocentesca acquasantiera in marmo bianco al centro del quale si distingue una piccola rana.
Il 25 novembre 1994 sono state inaugurate otto lunette realizzate a olio su tela incastonate in robusti telai. Le opere sono state realizzate dai pittori forlivesi Roberto Casadio, Mario Di Cicco e Gianni Cinciarini (che hanno lavorato alla stessa lunetta), Miria Malandri, Daniele Masini, Ettore Nadiani, Pier Claudio Pantieri, Angelo Ranzi, Irene Ugolini Zoli. Le opere sono state realizzate in occasione dei cinquant'anni dal bombardamento che ha distrutto la chiesa precedente. Come tema si è deciso di dedicare ogni lunetta a un santo che in qualche modo ha avuto a che fare con la storia della chiesa stessa. Per primo San Biagio, attuale dedicatario della chiesa; San Girolamo a cui la chiesa precedente era dedicata interamente prima che assorbisse anche il titolo di San Biagio; San Francesco e Sant'Antonio perché la chiesa originaria era gestita dalla Congregazione dei minori Osservanti (che sono francescani); Santa Chiara a cui era dedicato un luogo di culto ora scomparso nelle vicinanze (che aveva dato il nome alla parimenti scomparsa Porta Santa Chiara); Santa Dorotea per la scuola presente in via dei Mille; Santa Caterina d'Alessandria a cui è dedicata la fiera che si tiene annualmente di fronte alla chiesa; San Luigi Gonzaga e San Francesco di Sales per il vicino oratorio e infine la Madonna del Fuoco, patrona dell'intera Forlì.
Le lunette nello specifico raffigurano:
- San Girolamo, dottore della chiesa (Miria Malandri)
- La Beata Vergine del Fuoco (Gianni Cinciarini, Mario Di Cicco)
- L'Oratorio San Luigi (Roberto Casadio)
- San Francesco d'Assisi - Sant'Antonio da Padova (Ettore Nadiani)
- Santa Chiara - Santa Dorotea (Angelo Ranzi)
- San Francesco di Sales (Daniele Masini)
- Santa Caterina d'Alessandra (Irene Ugolini Zoli)
- La distruzione della chiesa di San Biagio (Pier Claudio Pantieri)